# アラート (ヌナブト準州)

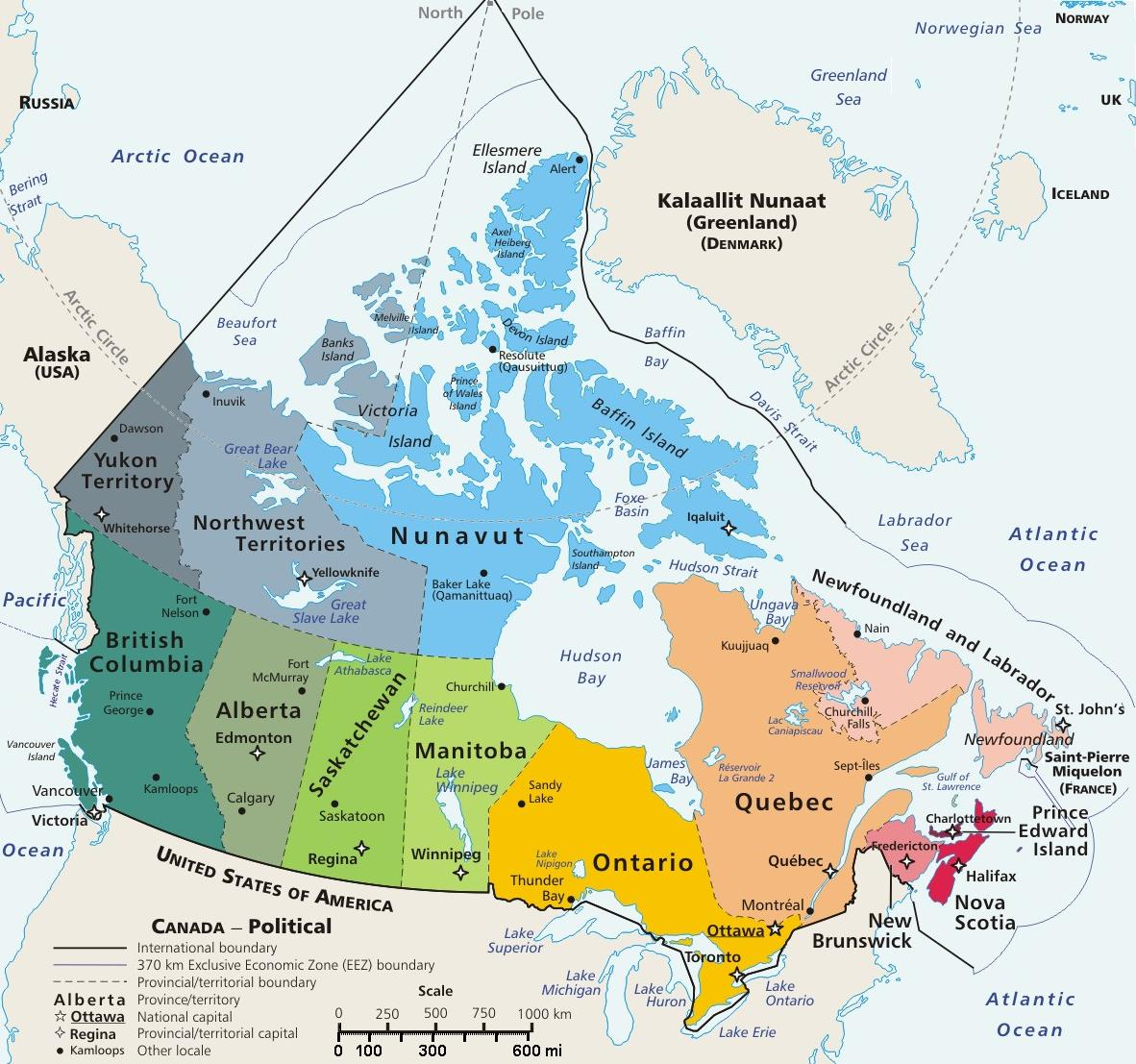
色つきの部分がカナダ。北側の3領域のうちの東側に位置する水色の領域がヌナブト準州。その中の最も北にアラート（Alert）の記載がある。

アラート（Alert）は、カナダ最北端、ヌナブト準州クィキクタアルク地域のエルズミーア島にある町。北緯82度28分00秒 西経62度30分00秒 / 北緯82.46667度 西経62.50000度にあり、定住地としては世界最北。
軍用信号電波受信所とアラート空港を含むカナダ軍の施設や気象台、全球大気観測(GAW)の大気観測研究所の職員が駐在している。アラート空港は恒久的に設置されている空港としては世界最北の空港。

## 歴史
アラートの名前は、この町の10km沖合の場所で、イギリス海軍の巡洋艦・HMS Alertが1875年から76年にかけて越冬したことに由来する。1950年に気象台が設置されるが、同年にはカナダ空軍のアブロ_ランカスターが補給物資の投下中に墜落、9名が死亡する事故が起きている。1958年に軍の基地が設置された。
1991年10月30日にもC-130 輸送機が着陸に失敗し、過酷な条件の救助活動の中で乗員18名のうち4名が死亡する事故が起きている。リチャード・チェンバレン主演のビデオ映画『北極への挑戦』はこの事故を題材としたものである。

## 地理
エルズミーア島北東端・シェリダン岬の西12kmに位置し、リンカーン海に面する。北極点まで約830km。カナダ国内の都市の中で最も近いイカルイトからは約2100km離れている。周囲は険しい丘と谷が続く地形で、海は1年中氷に覆われている。

## 気候
2月の平均最低気温は-35℃に達し、7月の平均最高気温も6.8℃しかない。3月下旬から9月中旬までは白夜が続き、うち4月中旬から8月にかけては太陽が全く沈まない。逆に9月下旬から2月下旬までは太陽が地平線から出ることがない極夜が続く。降水量は少ない。
| アラート（1991～2020）の気候                            | アラート（1991～2020）の気候 | アラート（1991～2020）の気候 | アラート（1991～2020）の気候 | アラート（1991～2020）の気候 | アラート（1991～2020）の気候 | アラート（1991～2020）の気候 | アラート（1991～2020）の気候 | アラート（1991～2020）の気候 | アラート（1991～2020）の気候 | アラート（1991～2020）の気候 | アラート（1991～2020）の気候 | アラート（1991～2020）の気候 | アラート（1991～2020）の気候 |
| 月                                                      | 1月                          | 2月                          | 3月                          | 4月                          | 5月                          | 6月                          | 7月                          | 8月                          | 9月                          | 10月                         | 11月                         | 12月                         | 年                           |
| ------------------------------------------------------- | ---------------------------- | ---------------------------- | ---------------------------- | ---------------------------- | ---------------------------- | ---------------------------- | ---------------------------- | ---------------------------- | ---------------------------- | ---------------------------- | ---------------------------- | ---------------------------- | ---------------------------- |
| 最高気温記録 °C （°F）                                  | 0.0 (32)                     | 1.1 (34)                     | −2.2 (28)                    | 2.4 (36.3)                   | 10.0 (50)                    | 18.8 (65.8)                  | 21.0 (69.8)                  | 19.5 (67.1)                  | 11.2 (52.2)                  | 5.3 (41.5)                   | 0.6 (33.1)                   | 3.2 (37.8)                   | 21 (69.8)                    |
| 平均最高気温 °C （°F）                                  | −26.9 (−16.4)                | −27.6 (−17.7)                | −26.9 (−16.4)                | −19.3 (−2.7)                 | −8.2 (17.2)                  | 2.5 (36.5)                   | 6.8 (44.2)                   | 3.8 (38.8)                   | −5.1 (22.8)                  | −13.7 (7.3)                  | −20.3 (−4.5)                 | −24.3 (−11.7)                | −13.3 (8.1)                  |
| 日平均気温 °C （°F）                                    | −30.6 (−23.1)                | −31.3 (−24.3)                | −30.9 (−23.6)                | −23.1 (−9.6)                 | −11.1 (12)                   | 0.1 (32.2)                   | 3.9 (39)                     | 1.3 (34.3)                   | −8.0 (17.6)                  | −17.2 (1)                    | −24.0 (−11.2)                | −28.1 (−18.6)                | −16.6 (2.1)                  |
| 平均最低気温 °C （°F）                                  | −34.3 (−29.7)                | −35.0 (−31)                  | −34.7 (−30.5)                | −26.9 (−16.4)                | −14.0 (6.8)                  | −2.3 (27.9)                  | 1.0 (33.8)                   | −1.3 (29.7)                  | −10.8 (12.6)                 | −20.7 (−5.3)                 | −27.7 (−17.9)                | −31.9 (−25.4)                | −19.9 (−3.8)                 |
| 最低気温記録 °C （°F）                                  | −48.9 (−56)                  | −50.0 (−58)                  | −49.4 (−56.9)                | −45.6 (−50.1)                | −29.0 (−20.2)                | −14.3 (6.3)                  | −6.3 (20.7)                  | −15.0 (5)                    | −28.2 (−18.8)                | −39.4 (−38.9)                | −43.5 (−46.3)                | −46.1 (−51)                  | −50 (−58)                    |
| 降水量 mm （inch）                                      | 12.4 (0.488)                 | 12.0 (0.472)                 | 9.9 (0.39)                   | 13.8 (0.543)                 | 12.0 (0.472)                 | 12.7 (0.5)                   | 19.8 (0.78)                  | 18.3 (0.72)                  | 18.6 (0.732)                 | 14.5 (0.571)                 | 10.4 (0.409)                 | 8.1 (0.319)                  | 162.5 (6.396)                |
| 出典：http://www.pogodaiklimat.ru/climate7.php?id=71355 |                              |                              |                              |                              |                              |                              |                              |                              |                              |                              |                              |                              |                              |

## 最近の出来事
- 2006年にカナダ放送協会は、施設の暖房費が増加していることを報告した。カナダ軍は、民間業者に業務を外注することによる削減を提案した[4]。
- 2010年開催のバンクーバーオリンピックの聖火リレーが行われた際、2009年11月8日から9日にかけてアラートを通過した[5]。

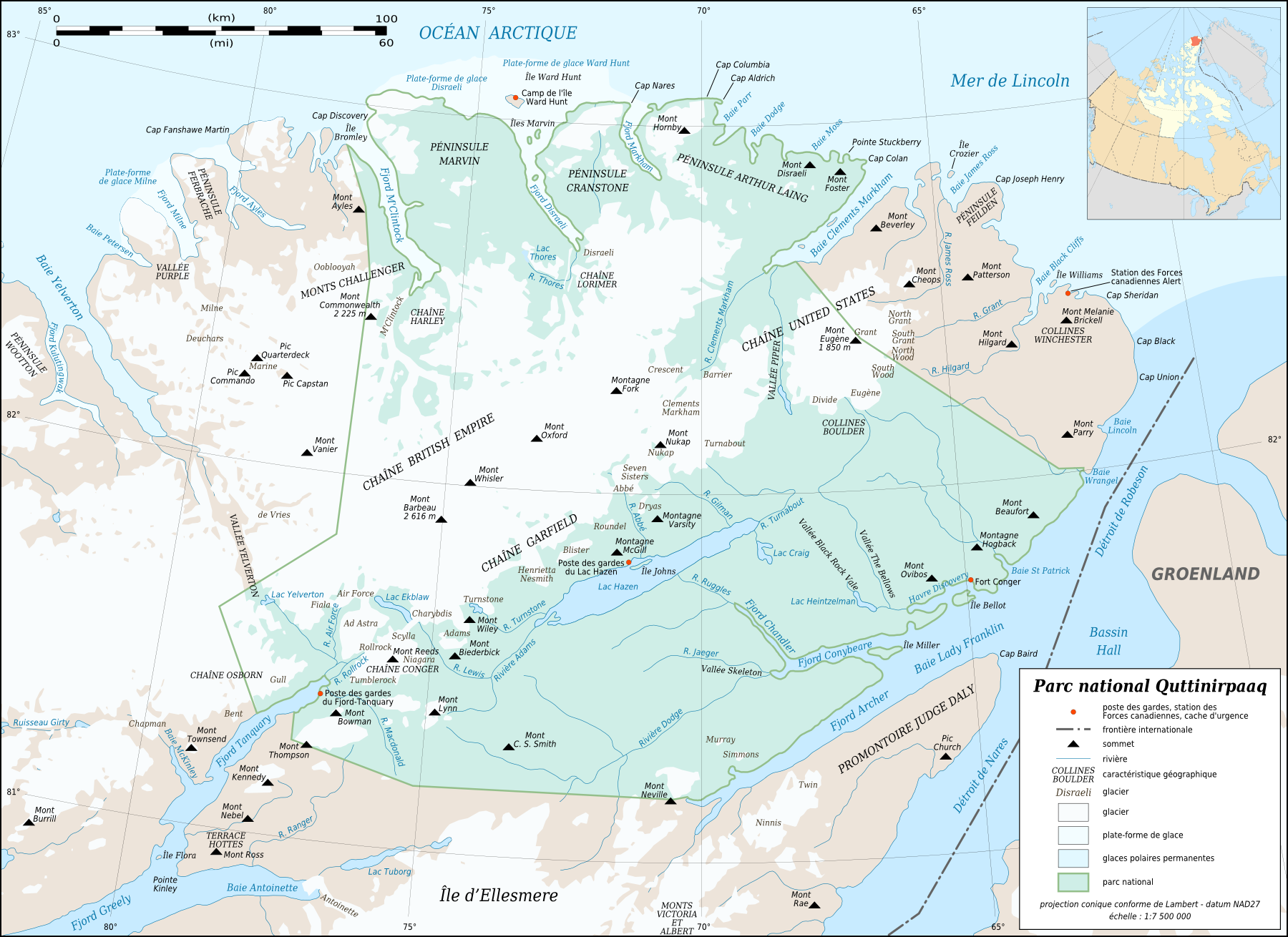
Alert
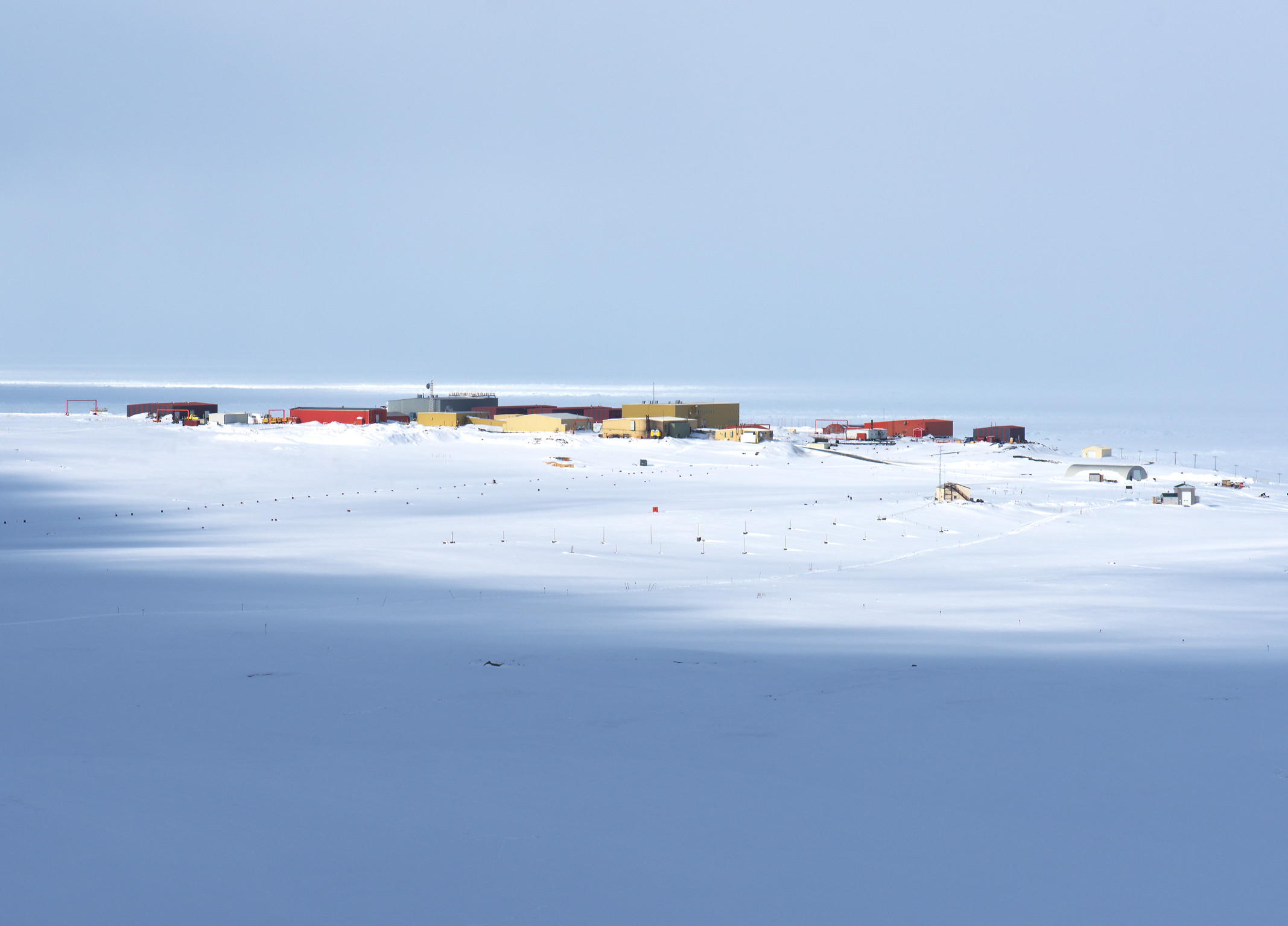
Alert
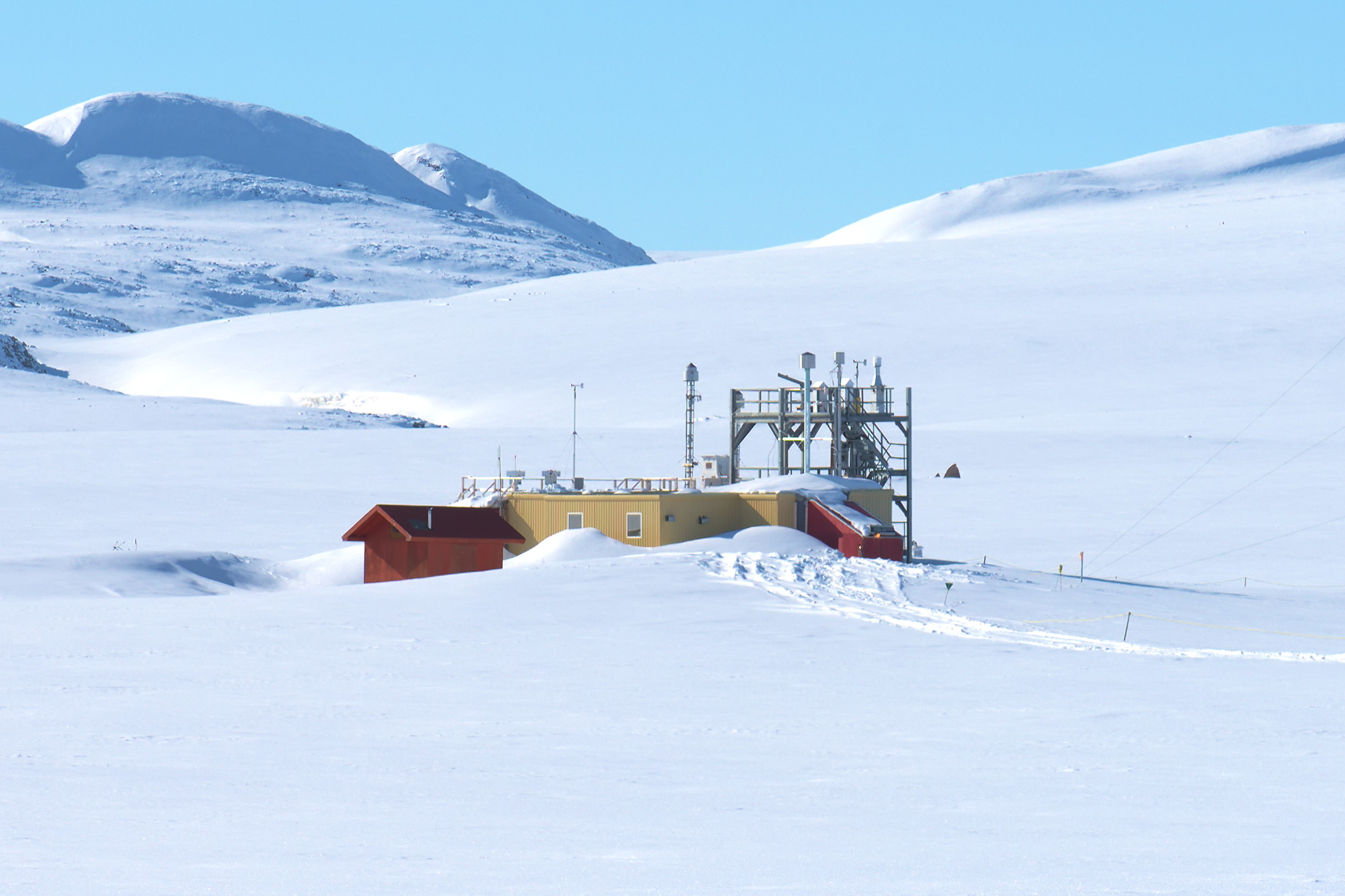
Dr. Neil Trivett Global Atmosphere Watch Observatory
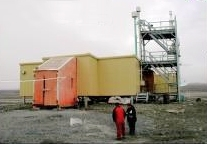
SFC Alert
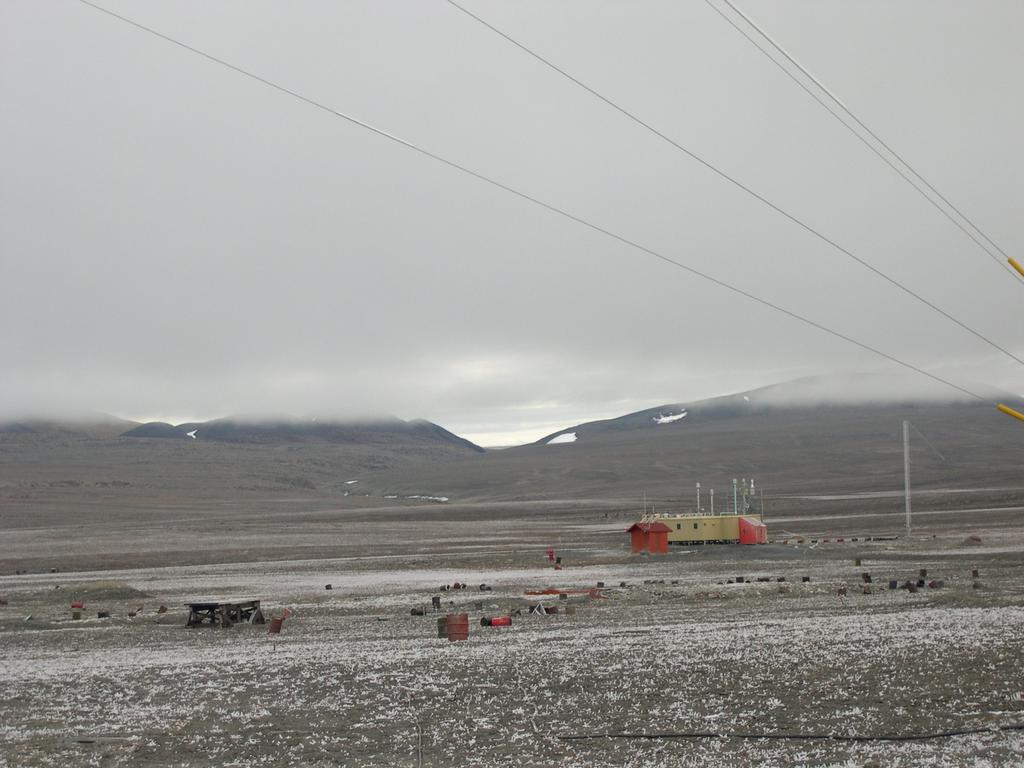
Alert
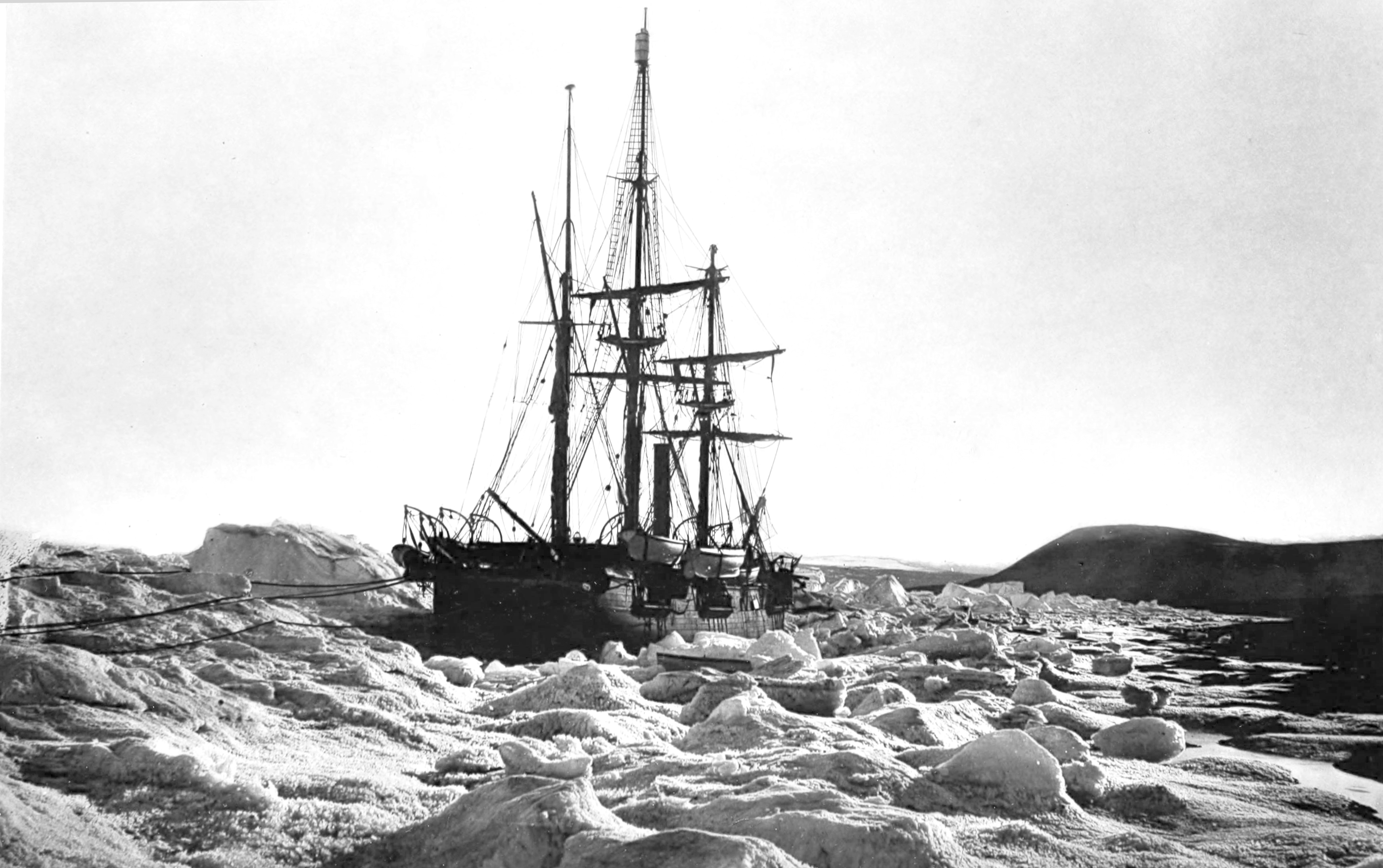
HMS Alert

## エルズミーア島内の他の町
- ユーリカ
- グリーズフィヨルド